# HGÜ Gezhouba–Shanghai
Die HGÜ-Leitung Gezhouba–Shanghai ist die erste HGÜ-Fernübertragungsleitung in China. Sie führt von der Stromrichterstation beim Staudamm von Gezhouba zur Stromrichterstation Nanqiao bei Shanghai. Die von 1985 bis 1989 erbaute, 1046 km lange bipolare 500-kV-Leitung kann eine maximale Leistung von 1200 MW übertragen.
Zwischen 2008 und 2011 wurden zwischen Fenjing und Liufangtei die Maste, welche für zwei Leiterseile ausgelegt waren und überwiegend als seilverspannte Konstruktionen ausgeführt waren, durch freistehende Maste für vier Leiterseile ersetzt, um auch die Stromkreise der in diesem Zeitraum erbauten 500-kV-HGÜ-Leitung Hubei-Shanghai aufnehmen zu können, welche über eine Übertragungsleistung von 3000 MW verfügt.
Die Erdungselektrode bei Chujiahu wird auch von der HGÜ Dreischluchtendamm–Changzhou genutzt.